# Рахимов, Бахтиёр Рашидович
Бахтиёр Рашидович Рахимов (род. 28 декабря 1981, Душанбе) — таджикский пауэрлифтер. Мастер спорта Таджикистана по пауэрлифтингу. Чемпион мира по пауэрлифтингу. Вице-президент Федерации пауэрлифтинга, бодибилдинга и фитнеса Таджикистана.

## Биография
Родился 28 декабря 1981 года в Душанбе. Отец — Рашид Рахимов — профессор кафедры высшей математики Таджикского государственного финансово-экономического университета, мать — Сафаргуль Саидова — являлась преподавателем Президентского лицея-интерната для одарённых детей в Душанбе.
Выпускник школы № 33 города Душанбе. Окончил Российско-таджикский (славянский) университет по специальности «юрист» (1998—2003). В 2008 году получил второе высшее образование в Таджикском государственном университете коммерции.
Начал заниматься спортом в школьные годы. Первоначально занимался кикбоксингом, но затем переключился на тяжёлую атлетику. С 2013 года занимается пауэрлифтингом. В 2016 году занял второе и третье места на чемпионате Таджикистана по пауэрлифтингу. После победы на национальном уровне под руководством тренеров Толе Холназарова, Олима Парпиева и Хайриддина Ризоева начал готовиться к участию в международных соревнованиях.
В сентября 2017 году в российском Екатеринбурге прошел «Чемпионат мира — Золотой Тигр-11» (НАП), где Бахтиёр Рахимов завоевал шесть золотых медалей и одну бронзовую. В декабре 2017 года на открытом чемпионате Азии по пауэрлифтингу — «Стальная Арена-7» (НАП), прошедшем в Бердске, завоевал пять золотых и одну серебряную медаль. В декабре 2017 года на Кубке Европы по силовым видам спорта (НАП), прошедшем в Екатеринбурге, завоевал две золотых и одну бронзовую медаль. В этом же году после победы на международном уровне ему было присвоено звание мастера спорта по пауэрлифтингу и по становой тяге от российской организации «Национальная ассоциация пауэрлифтинга» (НАП).
В сентябре 2018 года в российском Екатеринбурге прошел «Чемпионат мира по пауэрлифтингу — „Золотой Тигр-12“» (NPA), где Бахтиёр Рахимов завоевал четыре золотых медалей, одну серебреную и одну бронзовую. В октябре 2018 года на чемпионате мира по пауэрлифтингу (WRPF), прошедшем в Москве, завоевал одну золотую и две бронзовых медалей.
В сентябре 2019 года участвовал в международном фестивале «Арнольд Классик Европа» (IPF) который проходил в городе Барселона в Испании. В октябре 2019 года в российском Екатеринбурге прошел «Чемпионат мира по пауэрлифтингу — „Золотой Тигр-13“» (NPA), где Бахтиёр Рахимов завоевал три золотых медалей. В декабре 2019 года на кубке мира по пауэрлифтингу (WPC), прошедшем в Москве, завоевал золотую медаль.
В 2021 году участвовал в чемпионате мира по пауэрлифтингу (IPF) который проходил в городе Хальмстад (Швеция).
В ноябре 2022 года на чемпионате мира по пауэрлифтингу, который проходил в городе Орландо (штат Флорида, США), Рахимов завоевал золотую медаль в соревнованиях по пауэрлифтингу и серебряную медаль в соревнованиях по становой тяге.
Является мастером спорта Таджикистана по пауэрлифтингу. А также вице-президентом Федерации пауэрлифтинга, бодибилдинга и фитнеса Таджикистана.

## Статистика
В списке приведены результаты на международных соревнованиях.
| Год  | Соревнования                                                | Организатор      | Место        | Вес     | Медали                            |
| ---- | ----------------------------------------------------------- | ---------------- | ------------ | ------- | --------------------------------- |
| 2017 | Чемпионат мира по пауэрлифтингу «Золотой Тигр-11».          | НАП-Россия       | Екатеринбург | 82,5 кг | 6 золотых, 1 бронзовая            |
| 2017 | Открытый чемпионат Азии по пауэрлифтингу «Стальная Арена-7» | НАП-Россия, АСБК | Бердск       | 90 кг   | 5 золотых, 1 серебро              |
| 2017 | Кубок Европы по пауэрлифтингу                               | НАП-Россия       | Екатеринбург | 90 кг   | 2 золотые, 1 бронзовая            |
| 2018 | Чемпионат мира по пауэрлифтингу «Золотой Тигр-12»           | НАП-Россия       | Екатеринбург | 90 кг   | 4 золотых, 1 бронзовая, 1 серебро |
| 2018 | Чемпионат мира по пауэрлифтингу                             | WRPF             | Москва       | 90 кг   | 1 золотая, 2 бронзовые            |
| 2019 | Арнольд Классик Европа                                      | IPF              | Барселона    | 105 кг  |                                   |
| 2019 | Чемпионат мира по пауэрлифтингу «Золотой Тигр-13»           | НАП-Россия       | Екатеринбург | 100 кг  | 3 золотых                         |
| 2019 | Кубок мира по пауэрлифтингу                                 | WPC/AWPC         | Москва       | 100 кг  | 1 золотая                         |
| 2021 | Чемпионат мира по пауэрлифтингу                             | IPF              | Хальмстад    | 105 кг  |                                   |
| 2022 | Чемпионат мира по пауэрлифтингу                             | WPC              | Орландо      | 110 кг  | 1 золотая, 1 серебро              |